# Basílica de Candelaria
Basílica de Nuestra Señora de la Candelaria (Candelariabasilikan - Basílica y Real Santuario Mariano de Nuestra Señora de la Candelaria) är en kyrkobyggnad belägen i Candelaria på Teneriffa. Det är den viktigaste helgedomen vigd åt Jungfru Maria på Kanarieöarna.

## Jungfrun av Candelaria
Legenden säger att två herdar (guancher) fick syn på en staty föreställande en jungfru på en strand nära Candelaria. De infödda beslöt att angripa henne för de trodde att det var en människa. Istället fann de bilden av jungfrun. Det var herdarna själva som var skadade, men mirakulöst läkte de strax. Hon flyttades senare till en grotta bredvid den nuvarande helgedomen och man började tillbe henne.
Jungfrun av Candelaria förklarades 1599 av påven Clemens VIII som beskyddarinna av Kanarieöarna, och förklarades senare, år 1867, av påven Pius IX som huvudsaklig beskyddarinna av Kanarieöarna. Sedan dess har många kyrkor byggts för att skydda bilden. 1672 stod ett stort tempel klart, men det förstördes i en brand den 15 februari 1789.

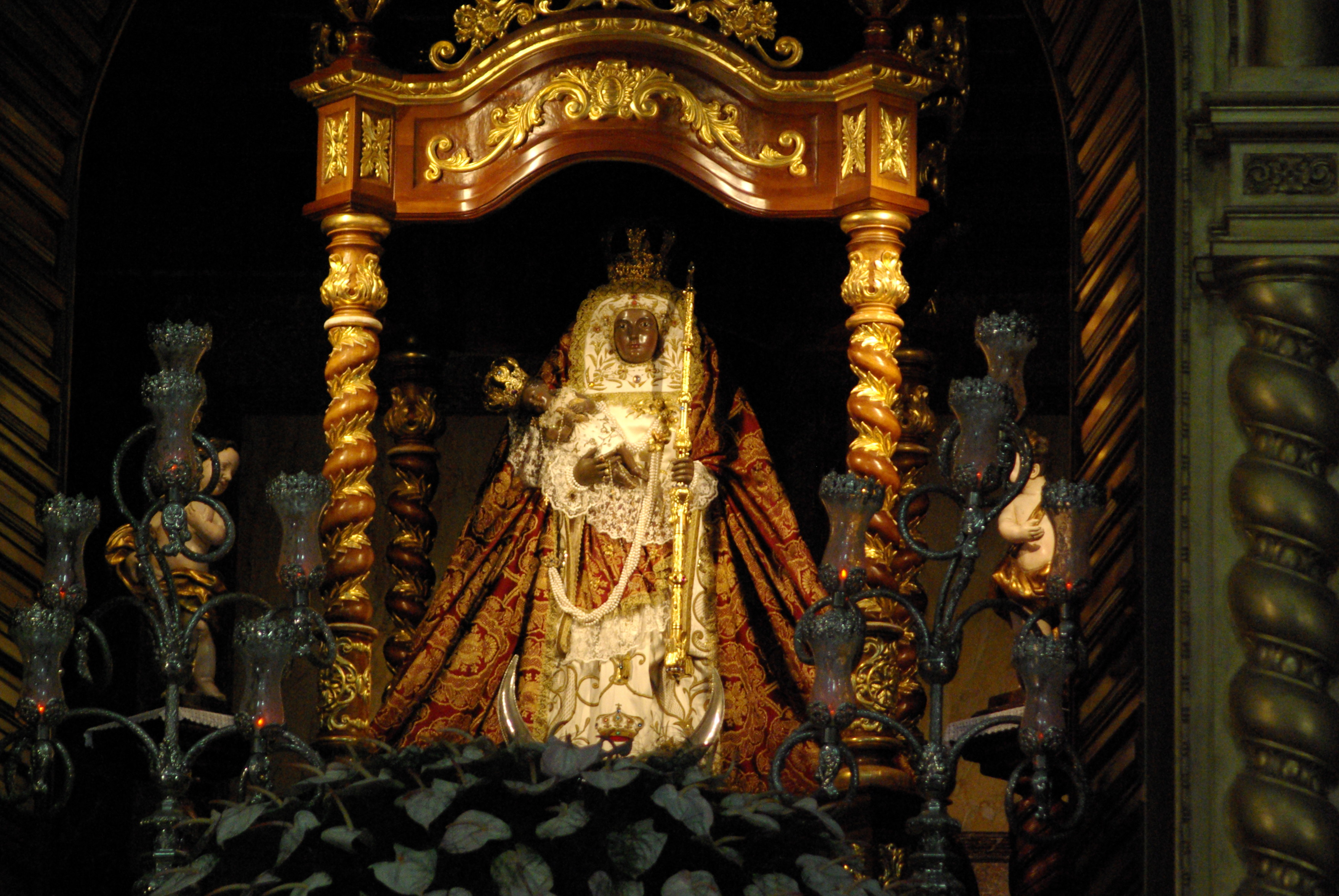
Jungfrun av Candelaria, Kanarieöarnas beskyddarinna.

## Den nuvarande basilikan
Den nuvarande kyrkan, vilken är en basilika, byggdes mellan 1949 och 1959. Den 1 februari 1959 invigdes basilikan med en religiös ceremoni. Den 24 januari 2011 förklarade påven Benedictus XVI kyrkan som Basilica minor enligt kanonisk rätt.
Basílica de Candelaria är ett stort tempel med en kapacitet för 5.000 personer. Templet har tre stora kyrkoskepp, två kapell, en hall utbudet och omklädningsrum. Interiören hyser bland annat Jungfrun av Candelaria (Virgen de la Candelaria), Kanarieöarnas beskyddarinna. I ett av kyrkans sidokapell finns en skulptur från 1936 som föreställer den korsfäste Kristus.
För Romersk-katolska kyrkan är Basílica de Candelaria ett betydande vallfartsmål; miljontals pilgrimer och turister besöker kyrkan årligen. Man firar henne den 2 februari och 14-15 augusti och pilgrimer från hela ön anländer.

## Foton

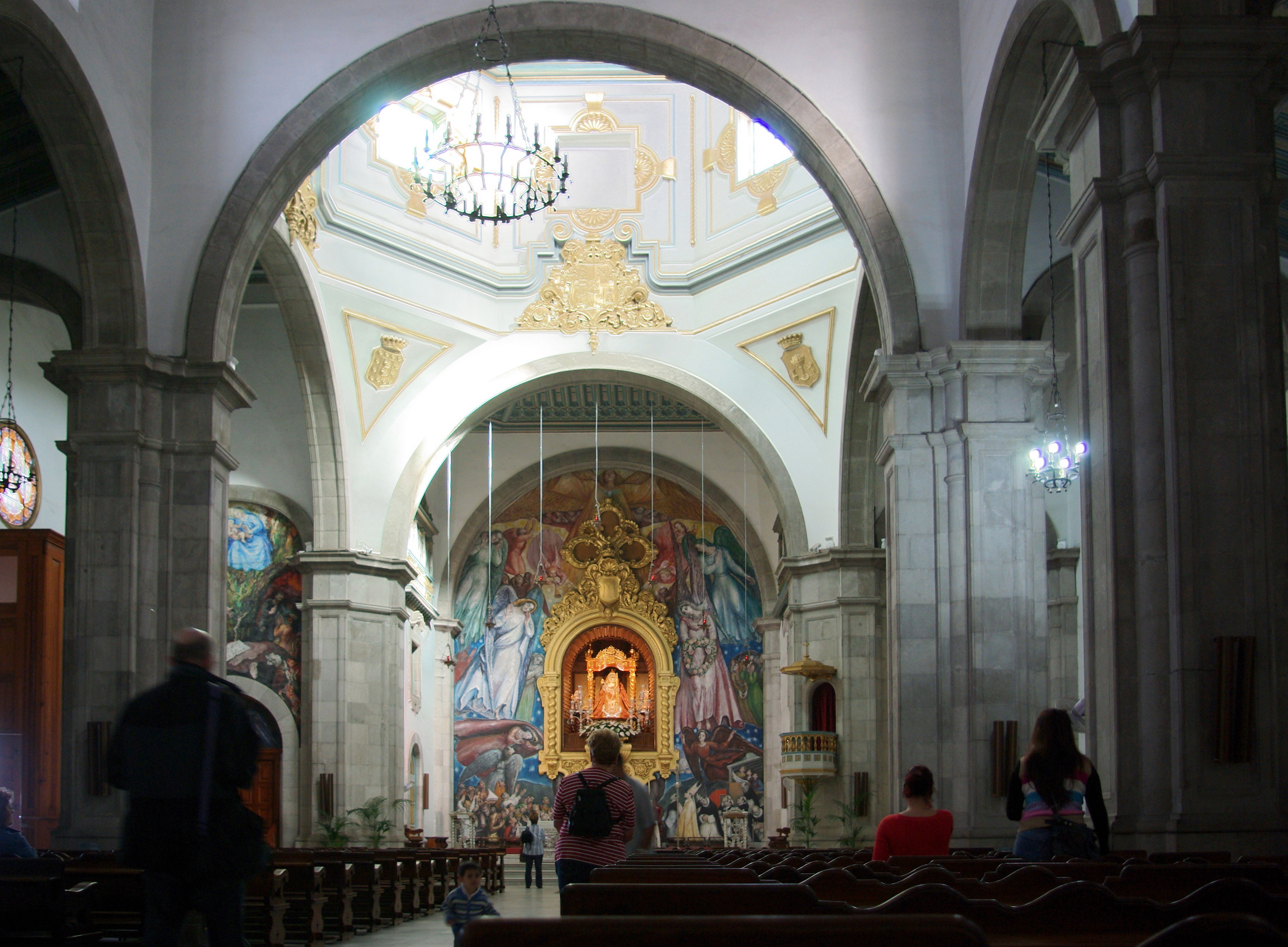
Interiör
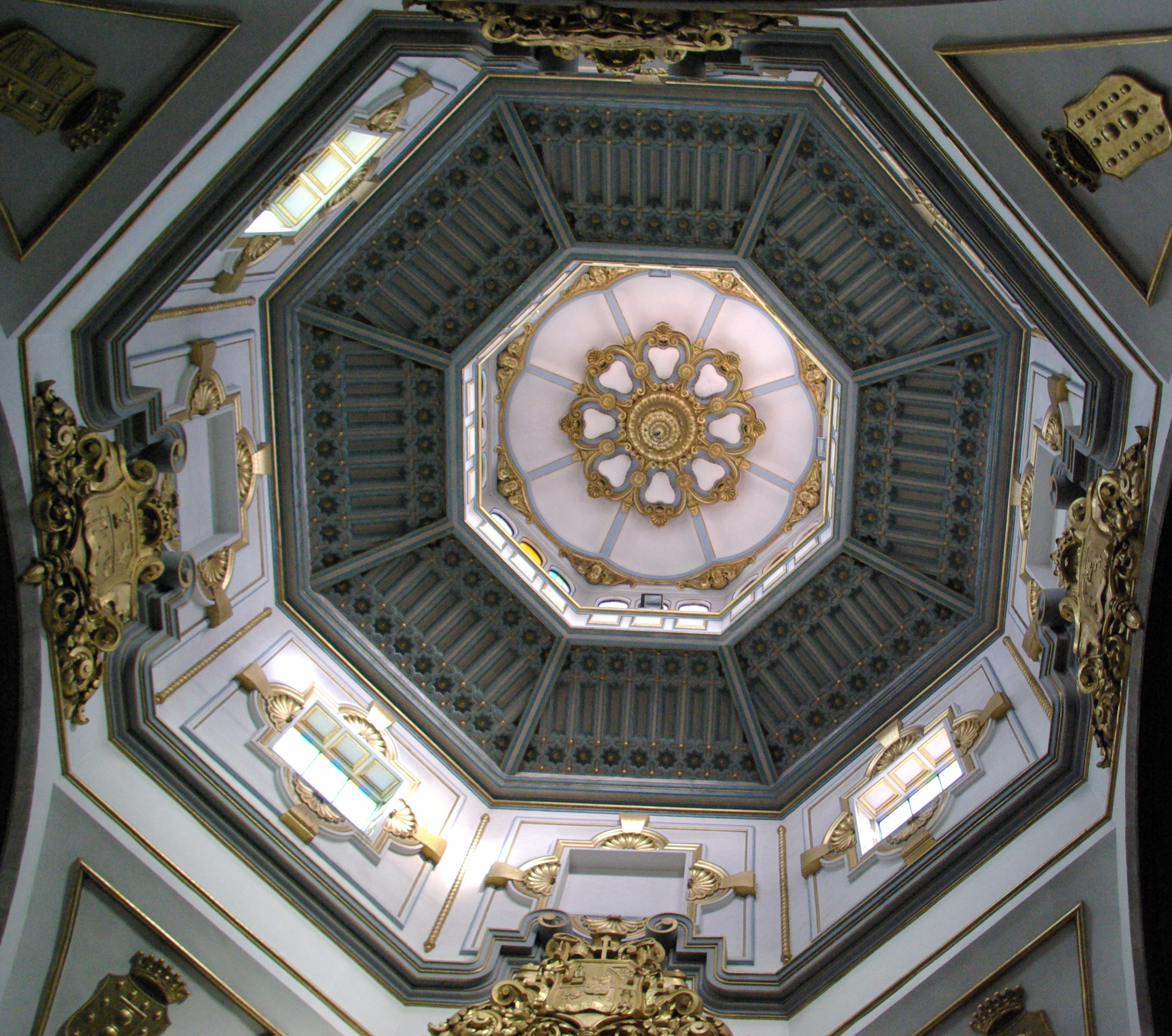
Kyrkans kupol
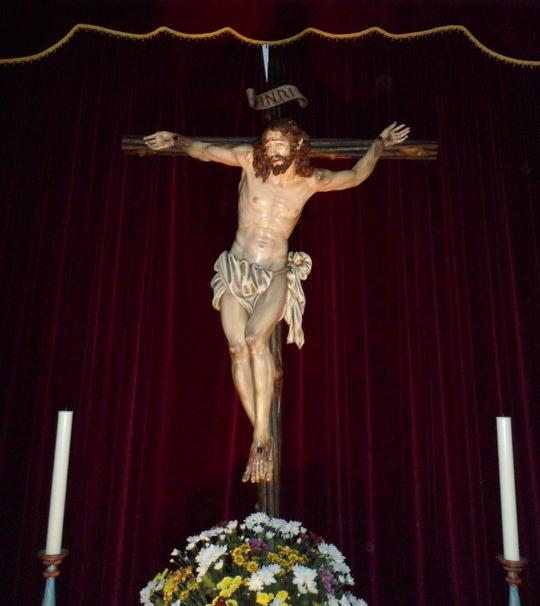
Kristus Försonaren
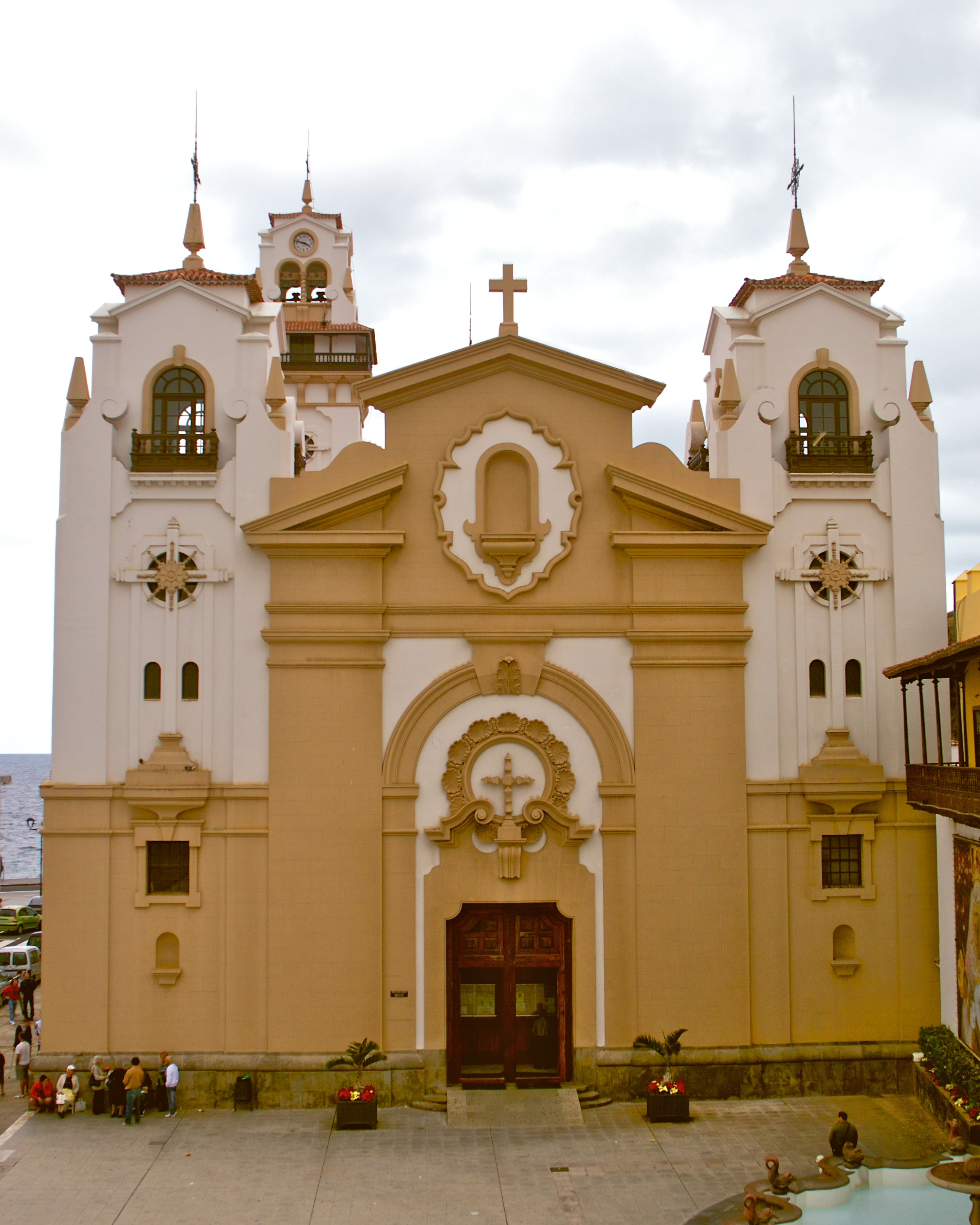
Fasad